# Mellerud község
Mellerud község (svédül: Melleruds kommun) Svédország 290 községének egyike. A Vänern-tó partján fekszik. A mai község az 1969-ben jött létre amikor Mellerud, Kroppfjäll és Skallerud egyesült.

## Települései
A községben 8 település található. A települések és népességük:
| Település    | Népesség | Megjegyzés         |
| ------------ | -------- | ------------------ |
| Mellerud     | 3 796    | a község székhelye |
| Dals Rostock |          |                    |
| Åsensbruk    |          |                    |
| Bränna       |          |                    |
| Dalskog      |          |                    |
| Håverud      |          |                    |
| Köpmannebro  |          |                    |
| Erikstad     |          |                    |

## Külső hivatkozások
- Hivatalos honlap